# Hugo Stiglitz
Hugo Stiglitz, född 28 augusti 1940 i Mexico City, är en mexikansk skådespelare. Han har spelat huvudroller i skräckfilmer som La noche de los mil gatos (1972), ¡Tintorera! (1977), The Bermuda Triangle (1978), och Nightmare City (1980). Han har också verkat som producent, regissör och manusförfattare.
Hugo Stiglitz är namne till Til Schweigers rollfigur i Quentin Tarantinos film Inglourious Basterds (2009).